# Scottsville (Texas)
Scottsville es una ciudad ubicada en el condado de Harrison, en el estado estadounidense de Texas. Según el censo de 2020, tiene una población de 334 habitantes.
Es parte del área micropolitana de Marshall. 

## Geografía
Scottsville se encuentra ubicada en las coordenadas 32°32′26″N 94°14′22″O / 32.54056, -94.23944. Según la Oficina del Censo de los Estados Unidos, Scottsville tiene una superficie total de 3.41 km², de la cual 3.41 km² corresponden a tierra firme y (0%) 0 km² es agua.

## Demografía
Según el censo de 2020, hay 334 personas residiendo en Scottsville. La densidad de población es de 97.95 hab./km². El 41.62% de los habitantes son blancos, el 41.32% son afroamericanos, el 0.90% son amerindios, el 1.20% son isleños del Pacífico, el 7.78% son de otras razas y el 7.19% son de una mezcla de razas. Del total de la población, el 16.47% son hispanos o latinos de cualquier raza.